# Katedrála svatého Mořice (Angers)
Katedrála svatého Mořice je římskokatolická katedrála ve francouzském městě Angers (francouzsky Cathédrale Saint-Maurice d'Angers). Byla postavena po požáru předchozího kostela v roce 1032.
Zakladatelem a prvním stavebníkem katedrály byl místní biskup Hubert z Vendôme, který na počátku 11. století nechal postavit nový jednolodní kostel. Prostá stavba byla vysvěcena v létě roku 1025 a ještě před dokončením roku 1032 vyhořela. Další stavebníci se při budování nechali inspirovat katedrálou svatého Petra v Angoulême a opatstvím ve Fontevraud.

## Externí odkazy

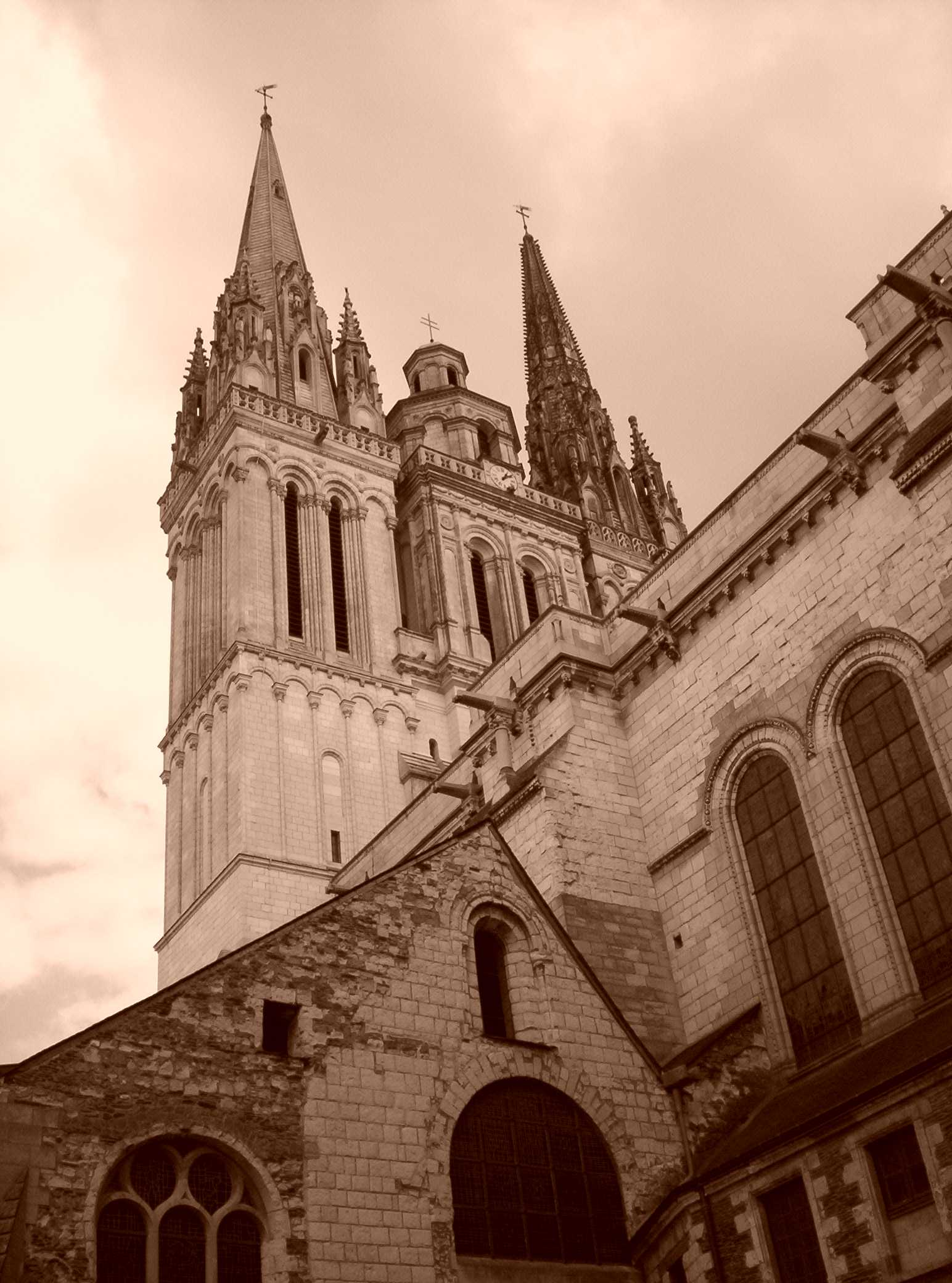
Katedrála sv. Mořice v Angers